# Edward Frenkel
Edward Vladimirovich Frenkel (ruso: Эдуáрд Влади́мирович Фре́нкель; nacido el 2 de mayo de 1968) es un matemático ruso-estadounidense que trabaja en teoría de la representación, geometría algebraica y física matemática. Es profesor de matemáticas en la Universidad de California Berkeley.

## Biografía
Edward Frenkel nació el 2 de mayo de 1968, en Kolomna, Rusia, en ese entonces parte de la Unión soviética. Su padre es de ascendencia judía y su madre es rusa. Como estudiante de bachillerato estudió matemática avanzada de forma privada con Evgeny Evgenievich Petrov, aunque su interés inicial se centró en la física cuántica más que en las matemáticas.
No fue admitido en la Universidad Estatal de Moscú debido a la discriminación contra los judíos y en su lugar se matriculó en el programa de matemáticas aplicadas de la Universidad Gubkin de Petróleo y Gas. Allí asistió al seminario de Israel Gelfand y trabajó con Boris Feigin y Dmitry Fuchs.
En 1989, tras licenciarse, fue invitado a la Universidad de Harvard y pasó allí un año como profesor visitante. En 1990, se matriculó como estudiante de posgrado en Harvard. Obtuvo el doctorado en la Universidad de Harvard en 1991, tras un año de estudio bajo la dirección de Boris Feigin y Joseph Bernstein.

## Carrera profesional
Frenkel fue Junior Fellow en la Harvard Society of Fellows de 1991 a 1994 y trabajó como profesor adjunto en Harvard de 1994 a 1997. Ha trabajado como profesor de matemáticas en la Universidad de California, Berkeley, desde 1997.

## Trabajo matemático
Junto con Boris Feigin, Frenkel construyó las realizaciones de campo libre de las álgebras afines de Kac-Moody (también conocidas como módulos de Wakimoto), definió la reducción cuántica de Drinfeld-Sokolov y describió el centro del álgebra envolvente universal de un álgebra afín de Kac-Moody, a veces denominado centro de Feigin-Frenkel. El último resultado, a menudo denominado isomorfismo de Feigin-Frenkel, ha sido utilizado por Alexander Beilinson y Vladimir Drinfeld en su trabajo sobre la correspondencia geométrica de Langlands. Junto con Nicolai Reshetikhin, Frenkel introdujo las deformaciones de las álgebras W y los caracteres q de las representaciones de las álgebras cuánticas afines.
El trabajo reciente de Frenkel se ha enfocado en el programa de Langlands y sus conexiones con la teoría de representación, sistemas integrables, geometría y física. Junto con Dennis Gaitsgory y Kari Vilonen, ha demostrado la conjetura geométrica de Langlands para GL(n). Su trabajo conjunto con Robert Langlands y Ngô Bảo Châu sugirió un nuevo enfoque de la functorialidad de las representaciones automórficas y las fórmulas de traza. También ha estado investigando (en particular, en un trabajo conjunto con Edward Witten) las conexiones entre la correspondencia geométrica de Langlands y las dualidades en la teoría cuántica de campos.
Junto con Pavel Etingof y David Kazhdan, Frenkel introdujo la correspondencia analítica de Langlands, un nuevo marco teórico de funciones para el Programa de Langlands en el caso de las superficies de Riemann.

## Premios
Frenkel fue el primer ganador del premio Hermann Weyl en 2002. Entre sus otros premios se encuentra la Beca Packard para ciencia e ingeniería (1995) y la  Chaire d'Excellence de la Fondation Sciences Mathématiques de París.
En 2013 fue nombrado miembro de la American Mathematical Society por "contribuciones a la teoría de la representación, la teoría de campos conformes, las álgebras de Lie afines y la teoría cuántica de campos"
En 2014, Frenkel fue elegido miembro de la Academia Americana de las Artes y las Ciencias.

## Cinematografía
Frenkel coprodujo, codirigió (con Reine Graves) y protagonizó un cortometraje titulado Rites of Love and Math (Ritos de amor y matemática en español), un homenaje a la película Rites of Love and Death (titulada en japonés Yukoku) del escritor japonés Yukio Mishima. La película fue estranada en París en abril del 2010 y estuvo en la competencia oficial del Festival de Cine de Sitges en octubre del mismo año. La presentación de Rites of Love an Math en Berkeley el primero de diciembre de 2010 causó algo de controversia.
También escribió (junto con Thomas Farver) un guion para una obra de teatro titulada El problema de los dos cuerpos.
Ha aparecido en la serie de YouTube Numberphile, creada por Brady Haran.

## Love and math
El libro de Frenkel, Love and Math: The heart of Hidden Reality, fue publicado octubre del 2013. Fue un best seller del New York Times y fue el ganador del Euler Book Prize 2015. Hasta julio de 2024, se ha publicado en 19 idiomas.
En una reseña publicada en The New York Review of Books, Jim Holt calificó Love and Math de "nuevas memorias encantadoras" que son "tres cosas: una carta de amor platónico a las matemáticas; un intento de dar a los profanos una idea de su más magnífico drama en curso; y un relato autobiográfico, a ratos inspirador y a ratos divertido, de cómo el propio autor llegó a ser uno de los protagonistas de ese drama".
El New York Times calificó al libro como "poderos, apasionado e inspirador".
Keith Devlin escribió en The Huffington Post: "A cada página, el ojo de mi mente evocaba una imagen ficticia del autor del libro, escribiendo a la luz de las velas en las profundidades del invierno siberiano, como el Doctor Zhivago de Omar Sharif en la adaptación cinematográfica de David Lean de la famosa novela de Pasternak. Amor y matemáticas son los poemas de Lara de Edward Frenkel... Como ocurre con todas las grandes novelas rusas, en el relato de Frenkel descubrirá que la historia individual de amor y superación de la adversidad de una persona ofrece tanto una lente penetrante sobre la sociedad como un espejo revelador de la mente humana.
Peter Woit, autor de Not Even wrong, escribió en un post de Blog:

El amor del título trata mucho más del amor a las matemáticas que del amor a otra persona, ya que Frenkel ofrece una historia detallada de lo que supone enamorarse de las matemáticas, perseguirlas profundamente y acabar haciendo matemáticas al más alto nivel.